# زين الحاجيلو
زين‌ الحاجيلو هي قرية في مقاطعة أسكو، إيران. عدد سكان هذه القرية هو 1,443 في سنة 2006.